# Wuling LZ110
Wuling LZ110 — серия микровэнов и кей-каров, выпускавшихся с 1984 по 1990 год китайским брендом Wuling.

## История
LZ110, запущенный в производство в 1984 году, является первой моделью китайской компании Wuling, первоначально называвшейся Liuzhou Wuling Automobile. В том же году была приобретена лицензия у японского автопроизводителя Mitsubishi Motors на производство третьего поколения модели Minicab под собственным брендом, и за два года до официального дебюта на рынке была выпущена пробная серия.
LZ110 выпускался с теми же кузовами, что и японский аналог Minicab: микроавтобус, фургон, пикап или шасси.
В 1987 году LZ110 прошёл рестайлинг передней части. Транспортное средство имело пониженные фары и характерный красный логотип со стилизованной буквой «W». Модернизация также стала периодом роста популярности автомобиля в Китае.

## Двигатели
- R3, 0,4 л
- R4, 0,5 л
- R4, 0,6 л

## Галерея

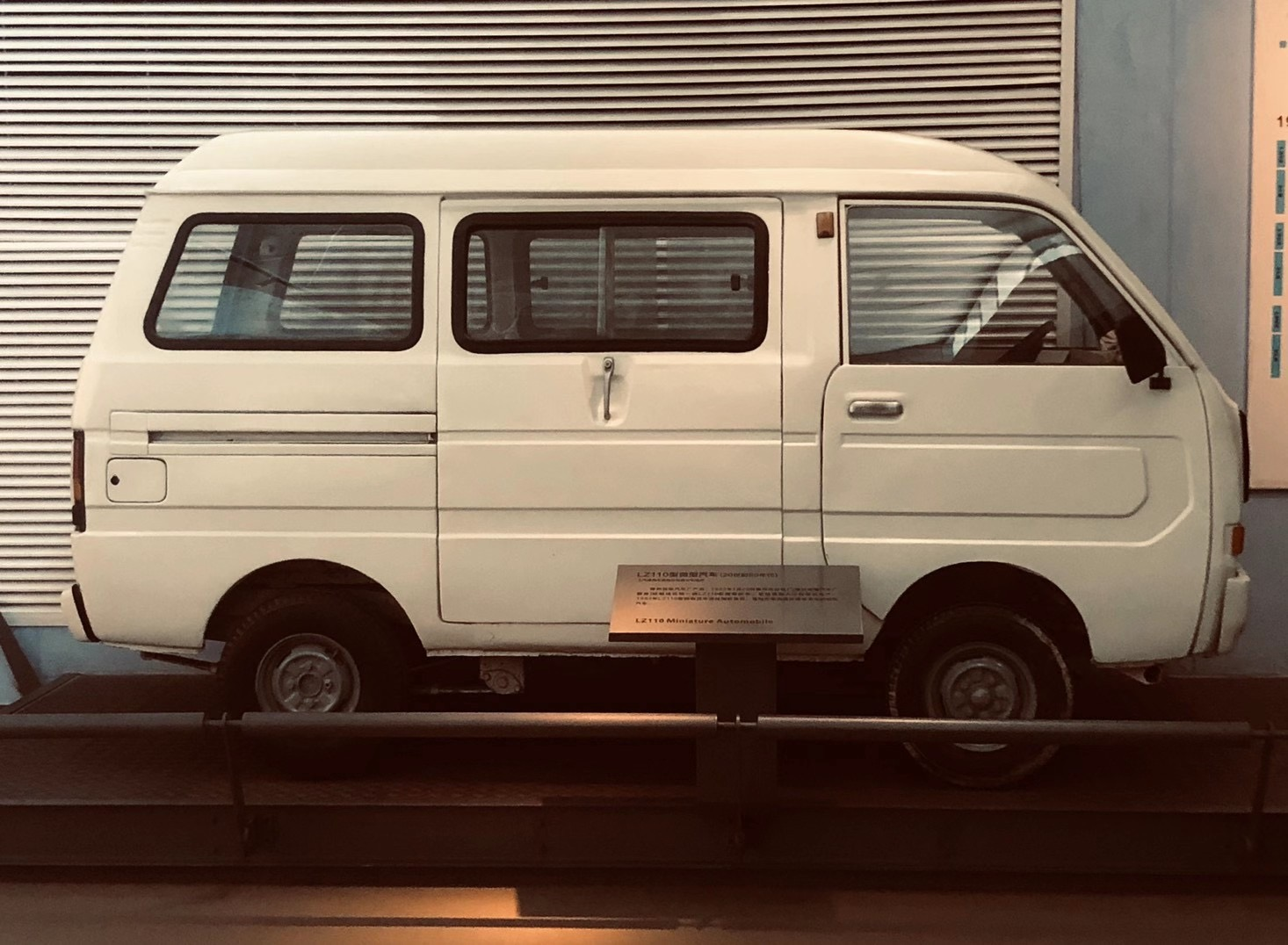
Вид сбоку
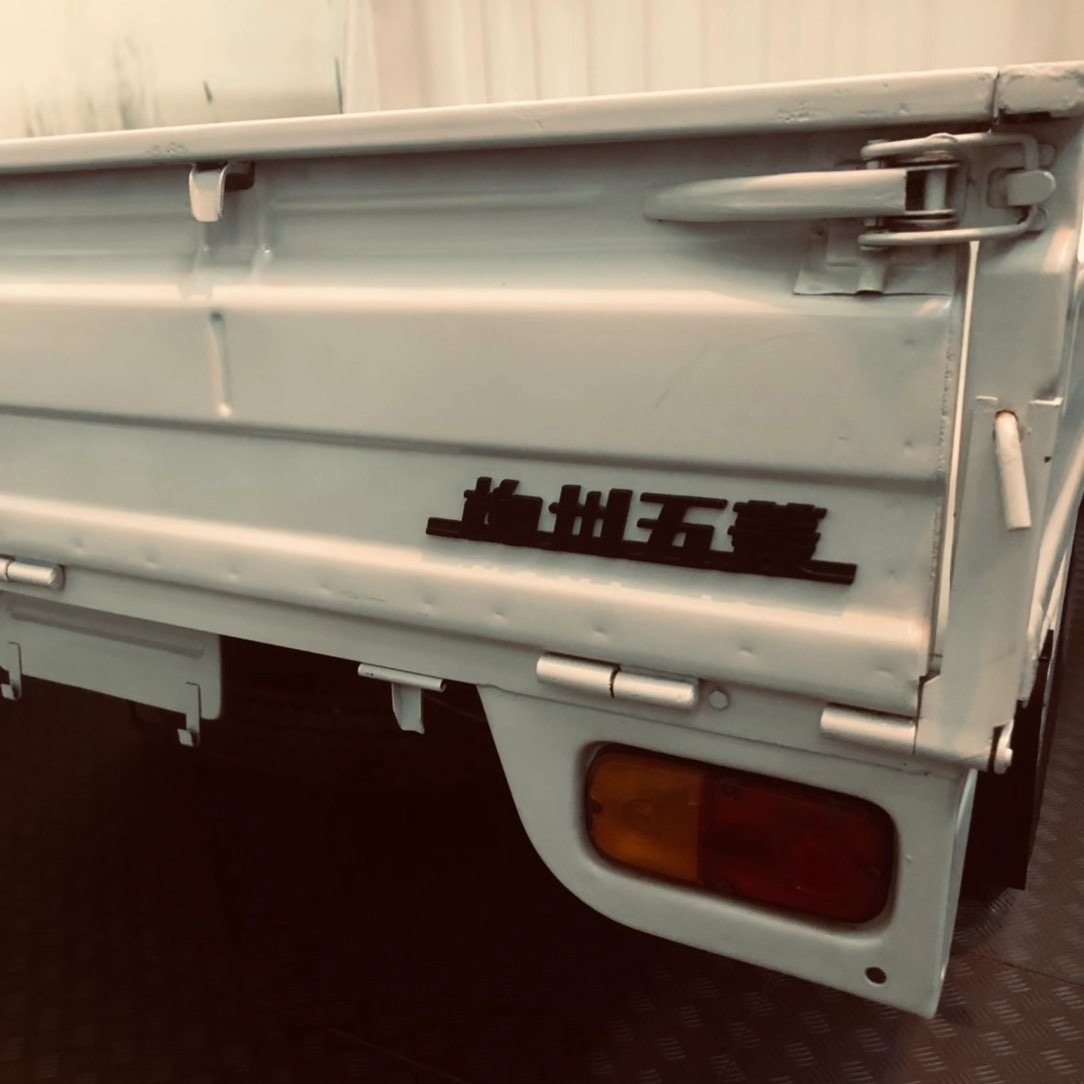
Эмблема Wuling LZ110